# Journal de Botanique (Morot)
Journal de Botanique (Morot), (abreujat J. Bot. (Morot)), va ser una revista amb il·lustracions i descripcions botàniques que va ser editada a França. Es van publicar 2 sèries des de l'any 1887 fins al 1913.

## Publicacions
- Sèrie 1a Vols. 1-20, 1887-1906.
- Sèrie 2a vols. 1-3, 1907-1913.